# CHL Import Draft 2017
CHL Import Draft 2017 – 26. draft CHL w historii. Łącznie wybrano 72 zawodników (przewidziano 120 wyborów).

## Wybrani
Pozycje: B – bramkarz, LO – lewy obrońca, PO – prawy obrońca, C – center, LS – lewoskrzydłowy, PS – prawoskrzydłowy

Ligi: OHL – Ontario Hockey League, QMJHL – Quebec Major Junior Hockey League, WHL – Western Hockey League

### Runda 1
| #  | Zawodnik (pozycja)       | Pochodzenie | Klub macierzysty     | Klub wybierający (liga)       |
| -- | ------------------------ | ----------- | -------------------- | ----------------------------- |
| 1  | Andriej Swiecznikow (PS) | Rosja       | Muskegon Lumberjacks | Barrie Colts (OHL)            |
| 11 | Filip Zadina (PS)        | Czechy      | HC Pardubice         | Halifax Mooseheads (QMJHL)    |
| 41 | Jan Drozg (LS)           | Słowenia    | Leksands IF Jr. 18   | Shawinigan Cataractes (QMJHL) |

### Runda 2
| #   | Zawodnik (pozycja) | Pochodzenie | Klub macierzysty | Klub wybierający (liga) |
| --- | ------------------ | ----------- | ---------------- | ----------------------- |
| 120 | Emil Oksanen (LS)  | Finlandia   | Espoo United     | Regina Pats (WHL)       |